# 天富命
天富命（あめのとみのみこと）は、太玉命の孫。天櫛耳命の子。弥麻爾支命の父。神武東征において橿原宮を造営し、阿波国に続いて房総の開拓をした。
神武天皇東征においては、手置帆負命・彦狭知命の二神の孫の讃岐忌部・紀伊忌部を率い、紀伊の国の材木を採取し、畝傍山の麓に橿原の御殿を作った。また斎部の諸氏を率いて種々の神宝・鏡・玉・矛・楯・木綿・麻等を作らせ、そのうち櫛明玉命の孫の出雲玉作氏は御祈玉を作った。
そして、天日鷲命の孫の阿波忌部を率いて肥沃な土地を求め、阿波国に遣わして穀・麻種を植え、その郡の名は麻殖となった。続いて更に肥沃な土地を求めて阿波忌部を分けて東国に率いて行き、麻・穀を播き殖え、良い麻が生育した国は総国と言われ、穀の木の生育したところをは結城郡と言われ、阿波忌部が住んだところは安房郡と言われた。やがてその地に祖父の太玉命を祀る社を建てた。現在の安房神社でありその神戸に斎部氏が在る。また、手置帆負命の孫は矛竿を造り、その末裔は今別れて讃岐国に在り讃岐忌部氏として年毎に調庸の他に八百竿を奉るのは、その事のしるしである。

## 参考資料
- 『古語拾遺』
- 『先代旧事本紀』…神武天皇の条